# 468 f.Kr.

## Händelser

### Efter plats

#### Grekland
- Sparta stöter på problem, huvudsakligen från Arkadien med stöd av Argos, som återtar kontrollen av Tiryns.

#### Romerska republiken
- Antium erövras av romerska styrkor.

#### Kina
- Zhou zhen ding wang blir kung av den kinesiska Zhoudynastin.

### Efter ämne

## Avlidna
- Aristides, atensk statsman (född 530 f.Kr.)